# Fuad 1. af Egypten
Fuad 1. af Egypten (arabisk ‏فؤاد الأول Fuʾād al-Awwal; født 26. marts 1868 i Gizapaladset i Kairo i Khedivatet Egypten, død 28. april 1936 i al-Qubah-paladset i Kairo i Kongeriget Egypten) var konge over Egypten fra 1922 til sin død.
Han var søn af khediven Ismail Pasha. Efter faderens afsættelse i 1879 blev Fuad sendt til Italien, hvor han fik sin opdragelse og gjorde tjeneste i den italienske hær. I 1892 vendte han tilbage til Egypten og blev adjudant hos sin brodersøn Abbas Hilmi. Han virkede aktivt for velgørende og almennyttige institutioner og blev præsident for det nyoprettede egyptiske universitet. Han blev sultan efter Abbas Hilmi blev afsat i 1914, og hans efterfølger sultan Hussein Kamil, Fuads ældre broder, døde i 1917. Efter det britiske protektorat var ophævet og Egypten erklæret selvstændigt, proklameredes han den 16. marts 1922 "konge af Egypten, suveræn over Nubien, Sudan, Kordofan og Dar Fur".
Kung Fuad var gift to gange. I hans andet ægteskab med Nazli Sabri fra 1919 fødtes blandt andet sønnen og efterfølgeren Farouk 1. af Egypten og datteren Fawzia af Ægypten, som 1939-1948 var gift med shah Mohammad Reza Pahlavi af Iran.

## Royal Archives
Fuad var hovedkraft i moderne egyptisk historiografi. Han beskæftigede adskillige arkivarer, der kopierede, oversatte og arrangerede syvogfirs bind af korrespondance om hans forfædre fra europæiske arkiver, og senere samlede de dokumenter fra egyptiske arkiver til det, der blev Royal Archives i 1930'erne. Fuads bestræbelser på at skildre sine forfædre - især sin oldefar Muhammad Ali, sin bedstefar Ibrahim og sin far —  viste sig at få varig indflydelse på egyptisk historie.